# Illuminate (Band)
Illuminate waren eine Band aus Karlsruhe, die 1993 von Johannes Berthold gegründet wurde.

## Geschichte
Die Besetzung der Band wechselte mehrmals, besonders der weibliche Gesang ist im Laufe der Zeit von verschiedenen Sängerinnen eingesungen worden. Die aktuelle Besetzung besteht aus Johannes Berthold, der als „Mastermind“ der Band für das Song-Writing, den männlichen Gesang, und elektronisch eingespielte Instrumente verantwortlich ist, Sylvia Berthold (Gesang und Song-Writing), Mareike Makosch (Gesang), Fenja Makosch (Gesang), Jörn Langenfeld (Gitarre), und Johannes Knees (Keyboard). Zu den größten Erfolgen gehört der vierte Platz des Liedes Dunkellicht in den Deutschen Alternative Charts 2000.
Der Name der Band leitet sich von dem lateinischen Wort für „lichtvoll, strahlend“ ab und hat keine Beziehung zum Geheimbund der Illuminati.
Der zuvor bei Mystic Prophecy spielende Schlagzeuger Stefan Dittrich übernahm den Schlagzeugerposten, nachdem Mathias Kurth die Band 2009 verließ.
Nach einem letzten Konzert lösten sich Illuminate am 23. Dezember 2023 auf.

## Stil
Typisch für Illuminate sind die vom Klavier getragenen Melodien und die oft kontrastiert gesungenen Duette, basierend auf männlichem und weiblichem Gesang. In die späteren Alben flossen verstärkt Pop-, Rock- und Schlager-Elemente ein. In den Liedern werden Themen wie Liebe, Verlust, Sehnsüchte und die Vergänglichkeit thematisiert.
Einige der frühen Aufnahmen werden im Zusammenhang mit der Neuen Deutschen Todeskunst genannt, darunter Lieder wie Jungfrauenquelle (1993), die dem damaligen musikalischen Zeitgeist entsprechen. Ein Teil dieser Aufnahmen erschien auf dem 2009er Compilation-Album Splitter. Für die regulären Alben ist diese Assoziation jedoch nicht mehr gerechtfertigt. Die Band selbst ordnet einzig ihr Debüt Verfall der NDT zu.

„Ich finde, daß unsere Musik so dunkel, wie sie oft dargestellt wird, gar nicht ist. Illuminate heben sich aus dem Bereich der Neuen Deutschen Todeskunst gerade in dieser Hinsicht heraus, vielleicht mit Ausnahme von ‚Verfall‘. Wir stehen eher für Lebensbejahung.“

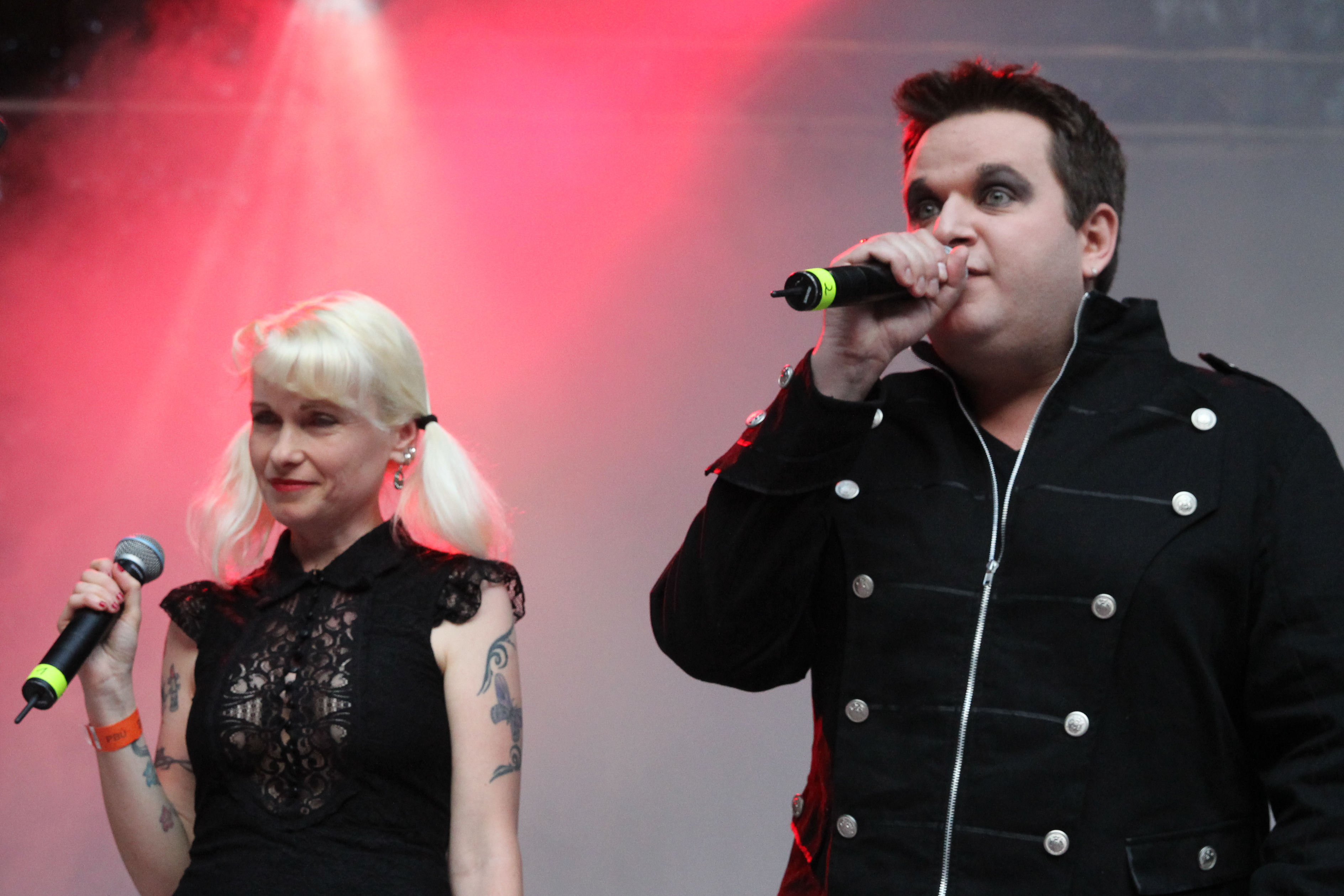
Sylvia Berthold und Johannes Berthold (WGT 2014)

## Diskografie

### Studioalben
- 1996: Verfall (Debüt-CD)
- 1997: Erinnerungen
- 1998: Erwachen
- 1999: Letzter Blick zurück
- 2000: Ein neuer Tag
- 2001: Kaltes Licht
- 2003: 10 × 10 – Schwarz (Best-Of-Album)
- 2003: 10 × 10 – Weiß (Best-Of-Album)
- 2004: Augenblicke
- 2006: Zwei Seelen / In Metal – Live in Mexico City
- 2008: Zeit der Wölfe
- 2009: Splitter
- 2009: Ohne Worte
- 2011: Grenzgang
- 2012: ZwischenWelten
- 2015: GeZeichnet
- 2016: Ohne Worte 2
- 2018: Ein ganzes Leben
- 2019: Zorn
- 2023: Am Ende aller Tage

### Singles
- 1993: Poesie (Erste Studio-MC)
- 1994: Es atmet! (Maxi-MC)
- 1999: Nur für Dich (Promo MCD)
- 2000: Dunkellicht (Maxi-CD)
- 2001: Bittersüßes Gift (Maxi-CD)
- 2011: GemEinsam (Download-Single)